# Eugene Jones III
Eugene Jones III (New York, 9 maggio 1987) è un attore statunitense.
Eugene Jones III è un attore e rapper noto con lo pseudonimo di Raaka Kikka. Proviene dalla Professional Performing Arts School di New York, accademia artistica da cui sono usciti nomi noti come Britney Spears o Alicia Keys. Ha partecipato ad alcuni film ed anche ad alcune serie televisive, tra cui tre serie tratte dal franchise di Law & Order, come Law & Order - I due volti della giustizia. Come attore è stato attivo dal 2002 fino al 2013. Eugene Jones III è famoso anche per essere comparso in molte campagne pubblicitarie negli Stati Uniti.

## Filmografia
- Senza Traccia (Without a Trace) – serie TV, 1 episodio (2002)
- Stella – serie TV, 1 episodio (2005)
- Senza traccia – serie TV, 1 episodio (2005)
- Law & Order: I due volti della giustizia  – serie TV, 1 episodio (2006)
- Law & Order: Criminal Intent  – serie TV, 1 episodio (2007)
- Niente velo per Jasira (Towelhead-Nothing Is Private), Film diretto da Alan Ball (2007)
- And then came love, film diretto da Richard Schenkman (2007)
- City Teacher, film diretto da Juney Smith (2007)
- In viaggio per il college, film diretto da Ruger Kumble (2008)
- Shades of Brooklyn Vol. 1 - cortometraggio (2008)
- Misunderstood - cortometraggio (2009)
- Are We There Yet? – serie TV, 1 episodio (2011)
- NYC 22  – serie TV, 1 episodio (2012)
- Law & Order - Unità vittime speciali (Law & Order: Special Victims Unit) – serie TV, 1 episodio (2013)